# Lubna Gourion
Lubna Gourion est une actrice française, née le 8 juillet 1992 à Paris. Elle est surtout connue pour incarner Barbara dans la série Mère et fille diffusée sur Disney Channel France.

## Biographie

### Cinéma
Lubna est devenue actrice à l'âge de 12 ans, et a pu être vue dans bon nombre de séries télévisées françaises, dont le célèbre feuilleton de France 3 Plus belle la vie qui l'a fait connaître, dans lequel elle jouait le rôle d'Alix Provin. Elle a également joué pour Le jour où tout a basculé, dans l'épisode 17 de la deuxième saison, intitulé Mon prof est l'amant de ma mère. En 2012, elle décide de quitter la série Plus belle la vie pour se tourner vers Disney Channel, et se concentrer sur les tournages de la série Mère et fille. En août 2012 elle annonce ne pas vouloir revenir dans Plus belle la vie,
Dans Mère et Fille, Lubna joue le rôle de Barbara, une collégienne de 14 ans en pleine crise d'adolescence.
En 2016, elle rejoint le casting de la série politique Baron noir diffusée sur Canal+. Elle tient le rôle de Salomé Rickwaert, fille de Philippe Rickwaert interprété par Kad Merad.
À partir du 6 juin 2018, elle occupe le rôle central dans la publicité pour le lancement en France de l'enceinte connectée d'Amazon « Alexa ». Elle y incarne une jeune fille cherchant à annoncer son homosexualité à ses parents.
En octobre 2018, elle joue le rôle de Nolwenn dans l'épisode 6 : Les Roseaux noirs de la deuxième saison de Capitaine Marleau.

### Vie privée
Elle est la mère de June Benard-Gourion, également actrice apparue notamment dans L'Amour ouf, qu'elle a eu avec le photographe indépendant Alexy Bénard. Depuis 2022, elle est mariée à Charlotte Dubreuil, une Hair Stylist.

## Filmographie

### Cinéma
- 1998 : Fin août, début septembre d'Olivier Assayas
- 1999 : L'Origine du monde de Jérôme Enrico
- 2005 : Emily la princesse... (court métrage)

### Télévision
- 2000 : Maman à 16 ans de Didier Bivel
- 2000 : Un homme en colère  de Marc Angelo : Nina dans l'épisode La Seconde Maman
- 2001 : Fabien Cosma  de Franck Apprédéris : Audrey dans l'épisode Antidote
- 2002 : Zéro défaut  de Pierre Schöller : Manon
- 2002 : Louis Page  de Antoine Lorenzi : Épisode Plus fort que l'amour
- 2003 : Père et Maire  de Marion Sarraut : Tiphaine dans l'épisode Faillite personnelle
- 2008 : Famille d'accueil  de Franck Buchter : Mélissa dans l'épisode À la vie, à la mort
- 2009 : Alice Nevers, Le juge est une femme  de François Velle : Juliette Marquand dans l'épisode Mort de rire
- 2010 - 2012 : Plus belle la vie : Alix Provin (saisons 6, 7 et 8)
- 2010 : Le 3e Jour de Bernard Stora : Manon
- 2011 : Le Jour où tout a basculé (épisode "Mon prof est l'amant de ma mère") : Cécile
- 2011 : Dans la peau d'une grande
- 2011 : L'Homme de la situation de Didier Bivel : Rose
- 2012-2017 : Mère et Fille : Barbara Marteau[4]
- 2013 : Maison close - saison 2, épisodes de 1 à 7 : Jeanne
- 2014 : Nina
- 2015 : Alex & Co. : elle-même
- 2015 : Rappelle-toi de Xavier Durringer : Nat
- 2016-2020 : Baron noir de Ziad Doueiri : Salomé Rickwaert
- 2016 : Trepalium : Fille 1 droguée
- 2016 : Mère et Fille : California Dream (téléfilm) : Barbara Marteau[5]
- 2017 : On l'appelait Ruby : Faustine Tanner
- 2018 : Capitaine Marleau, épisode Les Roseaux noirs de Josée Dayan : Nolwenn

### Doublage

#### Film d'animation
- 2016 : Zootopie : Gazelle